# Catedral de San Pedro, San Lorenzo y San Columbano (Brugnato)
La Catedral de San Pedro, San Lorenzo y San Columbano o simplemente Catedral de Brugnato (en italiano: Cattedrale di S. Pietro, S. Lorenzo e S. Colombano) Es una catedral católica situada en el centro antiguo de la ciudad de Brugnato, en el Val di Vara en la provincia de La Spezia, Italia. Esta dedicada a San Pedro, San Lorenzo y San Columbano. Una vez fue la sede de los obispos de Brugnato, es ahora una co-catedral en la diócesis de La Spezia-Sarzana-Brugnato.
Según algunas fuentes,  apoyadas por hallazgos en los cimientos, el primer edificio religioso en el sitio fue construido en el siglo VII sobre una necrópolis paleocristiana, la iglesia de un monasterio dependiente de la abadía de Bobbio, fundada y dedicada a San Columbano. Fue reconstruida en los siglos XI-XII, [ pasó a una comunidad residente de monjes benedictinos, y se convirtió en 1133 en la sede de la diócesis de Brugnato (sufragante de la Arquidiócesis de Génova) que tenía autoridad espiritual sobre la Medio y alto Valle de Vara.

## Véase también

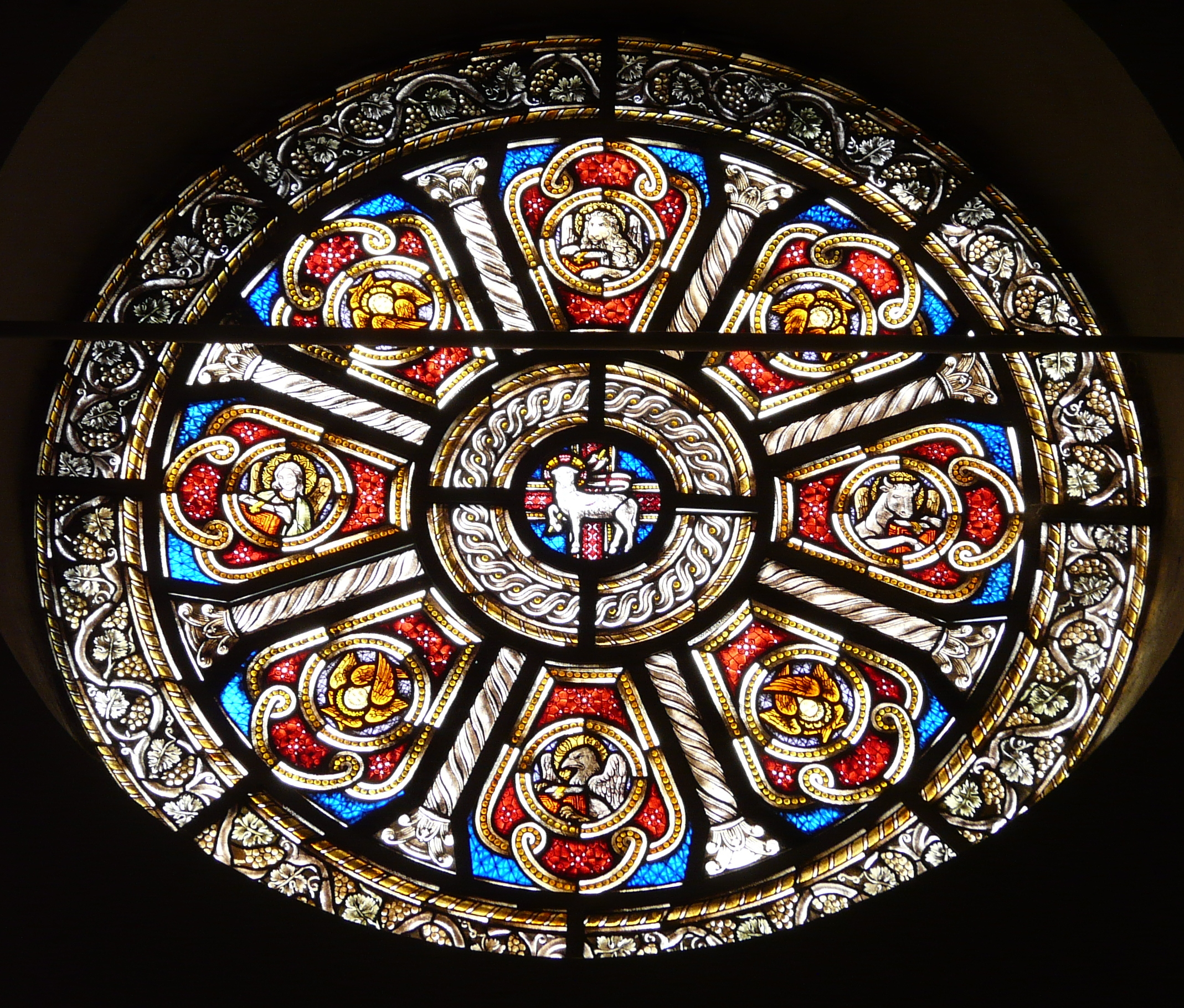
Vitral en la catedral